# Vu Khiêm

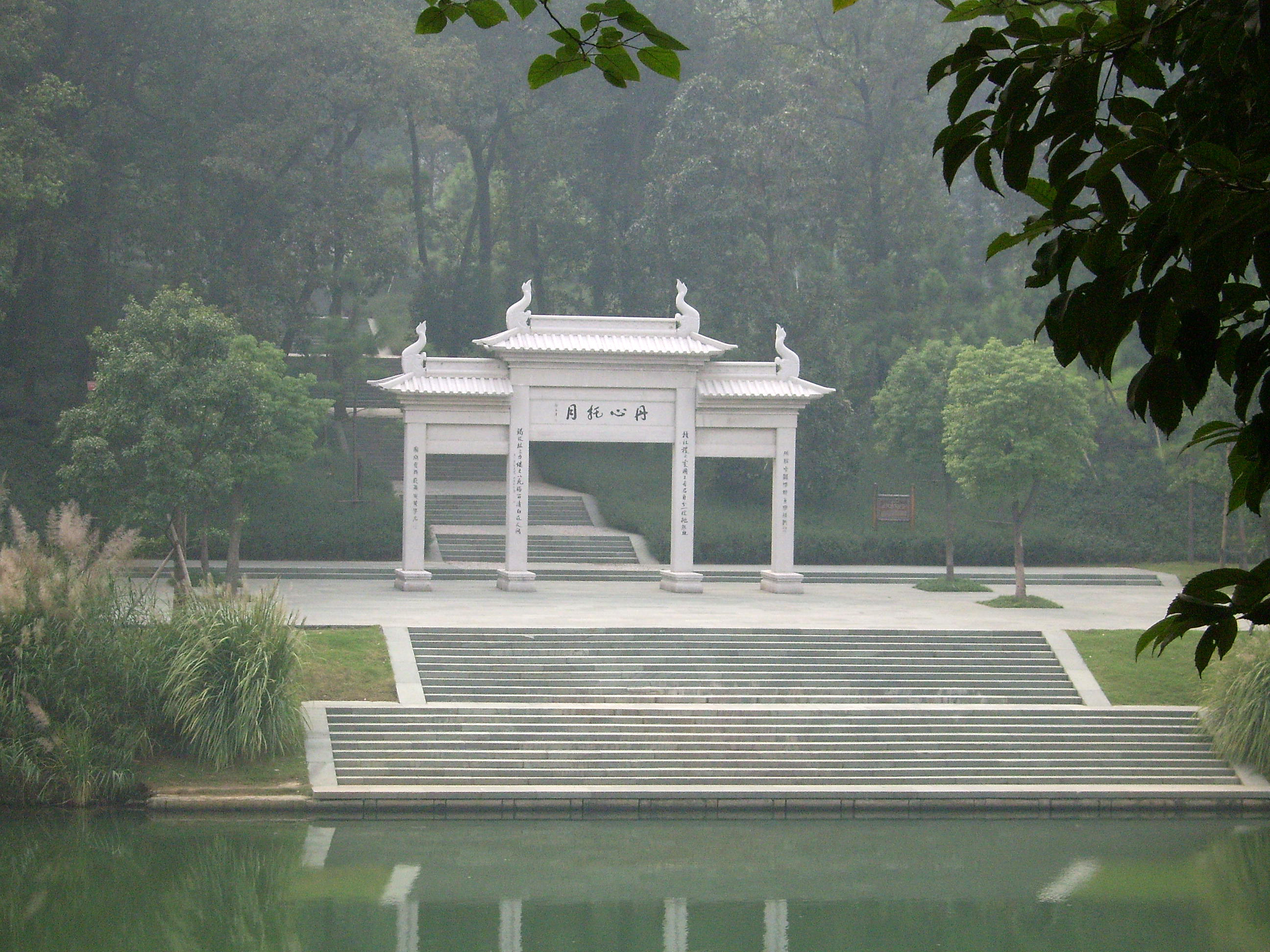
Miếu thờ Vu Khiêm ở Hàng Châu

Vu Khiêm (tiếng Trung: 于謙, 1398-1457) là một vị đại quan của nhà Minh trong lịch sử Trung Quốc. Ông làm quan tới thiếu bảo nên còn gọi là Vu thiếu bảo. Ông nổi tiếng vì tinh thần cương quyết tử thủ bảo vệ đất nước, có công lãnh đạo quân dân thành Bắc Kinh phòng thủ chống lại cuộc xâm chiếm của Mông Cổ vào năm 1449.
Ông là 1 trong 41 vị công thần được thờ tại Đế vương miếu (历代帝王庙) được nhà Minh, nhà Thanh xây dựng, trong đó thờ những vị quan văn, võ tướng được đánh giá là tài năng và tận trung nhất qua các triều đại.

## Tiểu sử
Vu Khiêm là người Tiền Đường (ngày nay là Hàng Châu, Chiết Giang, Trung Quốc). Ông đỗ tiến sĩ năm Vình Lạc thứ 19 (1421) thời Minh Thành Tổ. Năm Tuyên Đức thứ nhất (1426), ông được phong ngự sử. Cùng năm này, Hán vương Chu Cao Hú khởi binh mưu phản ở Lạc An Châu, Vu Khiêm đã theo Minh Tuyên Tông Chu Chiêm Cơ thân chinh trừng phạt. ông được phong Binh bộ tả thị lang. Ông từng giữ chức tuần án ở các địa hạt Hà Nam, Sơn Tây, Giang Tây.
Tháng tám âm lịch năm Chính Thống thứ 14 (1449), đội quân do đích thân Minh Anh Tông chỉ huy bị quân Mông Cổ do Esen Tayisi (Dã Tiên) chỉ huy đánh bại tại trận Thổ Mộc. Quân Mông Cổ đã tiến đến cách kinh đô Bắc Kinh 80 km, nhưng Vu Khiêm, khi đó là Binh bộ thượng thư, đã nắm quyền chỉ huy quân đội đẩy lui được cuộc tấn công và đưa Thanh vương Chu Kỳ Ngọc (tức Minh Đại Tông) lên ngôi hoàng đế Trung Hoa.
Năm Cảnh Thái thứ nhất (1450), Dã Tiên thỉnh cầu nghị hòa, đồng ý trao trả Minh Anh Tông. Tháng tám âm lịch, Anh Tông hồi cung và bị an trí tại Nam cung, xưng là thượng hoàng. Thời gian này, tại khu vực Mân-Chiết có các cuộc nổi dậy của nông dân do Đặng Mậu Thất, Diệp Tông Lưu chỉ huy, tại Quảng Đông có khởi nghĩa của Hoàng Túc Dưỡng, tại Hồ Quảng (nay là Hồ Bắc, Hồ Nam), Quảng Tây, Quý Châu có các cuộc nổi dậy của các dân tộc thiểu số (Dao, Đồng, Miêu), tất cả đều bị Vu Khiêm trấn áp.
Năm Cảnh Thái thứ tám (1457), tướng quân Thạch Hanh cùng phó đô ngự sử Từ Hữu Trinh và hoạn quan Tào Cát Tường, nhân khi Cảnh Đế bệnh nặng, đã phát binh làm đảo chính, đưa Anh Tông quay lại ngai vàng, sử Trung Quốc gọi là Đoạt môn chi biến, bắt giam Vu Khiêm cùng đại học sĩ Vương Văn. Sau khi Minh Anh Tông phục vị, ông bị buộc tội phản nghịch và chịu án tử hình. Ông được đô đốc đồng tri Trần Quỳ thu di hài chôn cất. Hơn năm sau, cải táng đưa về chân núi Tam Đài Sơn, gần Tây Hồ, Hàng Châu. Con trai ông là Vu Miện bị sung vào quân đội, đày ra Long Môn, Sơn Tây. Vợ của ông là Từ thị bị đày ra Sơn Hải Quan. Đầu niên hiệu Thành Hóa (1464-1487), Vu Miện được xá tội đã kêu oan, đích thân Minh Hiến Tông thẩm lý nhưng tới tận năm Hoằng Trị thứ 2 (1489) thì Minh Hiếu Tông mới minh oan cho ông, truy tặng đặc tiến quang lộc đại phu, trụ quốc, thái phó, thụy Túc Mẫn. Đến niên hiệu Vạn Lịch, Minh Thần Tông cải thụy hiệu thành Trung Túc.

## Tác phẩm
Tác phẩm có: 
- Vu Trung Túc tập.
- Bắc phong xuy
- Trừ dạ túc Thái Nguyên hàn thậm
- Vịnh thạch hôi